# Plattsmouth (Nebraska)
Plattsmouth je grad u američkoj saveznoj državi Nebraska. Prema popisu stanovništva iz 2010. u njemu je živjelo 6,502 stanovnika.